# Liste der Naturdenkmale in Wutöschingen
| Naturdenkmale | Anzahl |
| ------------- | ------ |
| FND           | 2      |
| END           | 4      |
| Gesamt        | 6      |

Die Liste der Naturdenkmale in Wutöschingen nennt die verordneten Naturdenkmale (ND) der im baden-württembergischen Landkreis Waldshut liegenden Gemeinde Wutöschingen. In Wutöschingen gibt es insgesamt sechs als Naturdenkmal geschützte Objekte, davon zwei flächenhafte Naturdenkmale (FND) und vier Einzelgebilde-Naturdenkmale (END).
Stand: 1. November 2016.

## Flächenhafte Naturdenkmale (FND)
| Name                                         | Bild | Kennung     | Einzelheiten | Position | Fläche Hektar | Datum         |
| -------------------------------------------- | ---- | ----------- | ------------ | -------- | ------------- | ------------- |
| Landschaftliche Umgebung der Kirche Degernau |      | 83371230002 | Wutöschingen | ⊙        | 1,3           | 13. Okt. 1949 |
| „Rebler“                                     | BW   | 83371230001 | Wutöschingen | ⊙        | 1,0           | 22. Mai 1980  |
| Legende für Naturdenkmal                     |      |             |              |          |               |               |

## Einzelgebilde (END)
| Name | Bild | Kennung     | Einzelheiten | Position | Fläche Hektar | Datum         |
| --- | ---- | ----------- | ------------ | -------- | ------------- | ------------- |
| Dorflinde |      | 83371230004 | Wutöschingen | ???      | 0,0           | 13. Okt. 1949 |
| Lindengruppe um die Kirche Schwerzen^, gleichzeitig Teil des zukünftigen FFH-Gebiets Klettgaurücken u. a. mit dem Großen Mausohr, einer Art von gemeinschaftlichem Interesse. |      | 83371230003 | Wutöschingen | ???      | 0,0           | 13. Okt. 1949 |
| 2 Linden |      | 83371230006 | Wutöschingen | ???      | 0,0           | 13. Okt. 1949 |
| 4 Silberpappeln |      | 83371230005 | Wutöschingen | ???      | 0,0           | 10. Sep. 1952 |
| Legende für Naturdenkmal |      |             |              |          |               |               |